# Tadeusz Zagoździński
Tadeusz Zagoździński (ur. 4 sierpnia 1938 w Warszawie, zm. 26 stycznia 2023) – polski fotograf, fotoreporter, fotograf wojenny. Fotoreporter Centralnej Agencji Fotograficznej oraz Polskiej Agencji Interpress. Fotoreporter warszawskiego oddziału tygodnika Time. Osobisty fotograf I sekretarza KC PZPR – Edwarda Gierka.

## Życiorys
Tadeusz Zagoździński był absolwentem Wydziału Dziennikarstwa Uniwersytetu Warszawskiego, przez wiele lat związany z warmińsko-mazurskim środowiskiem dziennikarskim, fotograficznym – fotografią dokumentalną zajął się mając 9 lat, zawodowo z fotografią prasową związany od 1963 roku. Był dokumentalistą najważniejszych uroczystości państwowych, wydarzeń sportowych, kulturalnych, religijnych. W 1971 został fotografem Edwarda Gierka. Jako fotoreporter pracował w strefie zero w czasie pielgrzymek Jana Pawła II do Polski. W 1978 dokumentował przygotowania do lotu (m.in. w Gwiezdnym Miasteczku) oraz przebieg pierwszego lotu kosmicznego – polskiego kosmonauty Mirosława Hermaszewskiego. Był autorem relacji fotograficznych z konfliktów wojennych (m.in.) w Afganistanie, Angoli, Botswanie, Iranie, Libanie, Madagaskarze, Namibii, Wietnamie, Zambii. 
Wielokrotnie nagradzany na niwie fotografii prasowej – m.in. World Press Photo (1969) (oficjalna strona konkursu World Press Photo nie potwierdza tego faktu), Ogólnopolski Konkurs Fotografii Prasowej (1983), Mistrz Międzynarodowej Fotografii Prasowej w Interpress Photo (Damaszek 1983). Za prace na rzecz Warszawy odznaczony Złotą Syrenką.
Został pochowany na cmentarzu prawosławnym w Warszawie.

## Wystawy indywidualne
- Początki wielkiego pontyfikatu Jana Pawła II (Muzeum Regionalne w Kozienicach 2008)[12]
- Pierwsze Pielgrzymki Jana Pawła II do Ojczyzny (Wilno 2011)[13]
- Początki Wielkiego Pontyfikatu (Pelplin 2011)[14]
- Początki Wielkiego Pontyfikatu (2014)[15]
- Warszawa – miasto, po którym przeszła śmierć (Szczytno 2016)[7][9]
- 40. rocznica pierwszej wizyty Jana Pawła II w Polsce (Wrocław 2019)[16]